# Nothopleurus santacruzensis
Nothopleurus santacruzensis là một loài bọ cánh cứng trong họ Cerambycidae.